# 문라이트 퍼레이드
문라이트 퍼레이드(Moonlight Parade)는 대한민국 경기도 용인시 처인구 포곡읍 전대리 199에 위치한 에버랜드의 유러피언 어드벤쳐에서 진행 중인 퍼레이드로, 2001년 5월 1일부터 공연이 시작된 퍼레이드다.

## 테마곡
문라이트 퍼레이드 테마송(2001)
Beautiful Moonlight Magic(아름다운 달빛 마법)
If you Bright a New a Day(당신이 새로운 하루를 밝게 한다면)
You Can Keep That in your Mind(당신은 그것을 당신의 마음속에 간질할수 있습니다)
Moonlight Magic is Always With you(달빛 마법은 항상 당신과 함께합니다)

Can you Feel The Magic of The Night(밤의 마법을 느낄수 있나요)
Every Night is Dieam for you.(당신에게는 매일밤이 꿈입니다.)
Now, You May Enjoy Youlself(이제, 당신은자신을 즐길수 있습니다)
Hare is The Magical Wonderland(여기에마법의 원더랜드랍니다)

Here is Show And Play for you.(여기당신을위한 쇼와플레이가 있습니다.)
Here is Magic land(여기가 매직랜드랍니다.)
If you Need Has-a Thing You can(당신이 필요하다면 당신이할 수있는것)
Welcome to The Everland(에버랜드에 오신것을 환영합니다)

## 세부

### 타이틀
플로트카 중 2001년 5월 1일경부터 명실상부 문라이트 퍼레이드를 대표하며, 퍼레이드의 이름대로 밤, 풍경과 우주, 마법의 모습을 기본 컨셉으로 삼는다. 과거엔 플로트카의 뒷부분에 회전 중인 행성조형물이 존재했으나 2010년 이후 노후화 문제로 사라졌다. 20여년 동안 연기자의 의상이 유일하게 바뀌지 않은 파트인데, 초승달 머리 장식을 한 파란색의 호박 치마를 입은 밤의 요정들이 문라이트 퍼레이드의 상징이자 정체성으로 여겨진다.
10대의 플로트카 중 유일하게 사람이 탑승하지 않고 퍼레이드의 이름을 소개한다.

### 탐사선
2002년 3월 10일부터 등장중인 탱크와 비슷한 형태의 빨간색 우주 탐사선. 바퀴 부분에서 연기가 분사되며, 과거엔 프로덕션이나 퍼레이드의 하이라이트 때 상단의 분출구에서 화염이 분출되기도 했다. 또 뒷부분의 원자로처럼 생긴 커다란 구체가 회전했는데, 이러한 기믹들은 플로트카의 노후화 문제인지 현재는 볼 수 없다.

### 미래 도시
우주 도시를 형상화한 플로트카. 차량 앞부분엔 사이보그 인간과 포탑같은 총이 있다. 과거엔 총의 윗부분이 움직이기도 했으며, 가끔 총에서 연기를 분사했다. 2002년 3월 10일부터 등장. 앞엔 핑크, 블루의 우주복을 입은 남녀가 있다. 차량 위엔 탐사선 플로트카처럼 '사이버 캡틴'이란 캐릭터가 타고 있으며, 역시 프로덕션 때 현란한 춤사위가 볼만하다.
전용 사운드는 로봇 대사로 매직 퍼레이드 시절 외계 도시 플로트카의 음성을 재탕한 것이다.

### 앨리스시계
문라이트 퍼레이드의 메인 히로인이라 볼수 있는 앨리스 캐릭터가 주인공인 차량. 가장 인기가 많은 플로트카 중 하나로 지나갈 때면 퍼레이드를 통틀어 가장 큰 함성이 나온다.
과거엔 토끼가 존재했으나 2019년부턴 앨리스만 나온다. 차량 현상은 분홍색 집이 있고 꽃, 나비와 시계바늘 등으로 이루어졌다. 카의 앞부위엔 예전에 시계를 형상화한 의상의 남녀 댄서가 존재했으며, 2003년까진 꽃 분장의 여자 둘, 2002년까진 나비 분장의 남자 둘도 존재했다.(예전엔 머리 장식이 토끼 귀와 모자였다. 2011년부턴 하트, 스페이드 모자로 바뀌었다.) 곡의 중간엔 2014년 2월부터 태엽 감는 소리와 시계바늘이 똑딱이던 소리가 추가되기도 했다. 2001년 초기에도 지금과 비슷하게 트럼프카드 병정 의상이 존재했다.
과거엔 전방의 나비 조형물과 후미의 거대한 시계바늘이 움직이던 구조였으나, 2016년 1월 1일 이후로는 움직이지 않는다.

### 기차
2002년 3월 10일부터 등장. 과거엔 토이디거, 우피맘, 파인파파, 하이롱, 엉클마린, 뿔뿔이, 뿌니, 더키/레이미 등의 공연 전용 캐릭터가 탔으나, 2006년 1월부로 이솝빌리지 캐릭터들로 바뀌었다. 앞부위엔 티미, 허키, 이반, 몬티, 포그리, 크래니가 나오고, 기차의 내부엔 이솝할아버지가, 라이모, 미니모는 기관석에, 뒷부위엔 제이미, 니콜로, 스내퍼, 리사, 아만다, 호피가 탔다.(이솝할아버지, 토끼 허키, 거북이 티미, 늑대 스내퍼) 앞에 나오던 캐릭터들도 다른 의상을 입은 사람들로 바뀌었다. 과거 조명색은 주황색이었으나, 이솝 멤버들로 바뀌면서 초록색 조명으로 바뀌었다. 2014년 3월부터 노래가 시작될 때 이솝할아버지가 말을 하며 우리친구들 마법의 세계 여행을 떠날볼 수 있으니까 됐나요? 꼬임 그럼 지금 바로 출발!이란 대사가 나온다.

### 마녀동굴
2001~2003년까진 리얼한 분위기의 마녀로 어린아이들에게 무서움을 담당했으나 2004년 1월부터 라시언과 라이라로 마스코트가 바뀌면서 지금 나오던 귀여운 분위기의 마녀 캐릭터로 바뀌었으며, 테마송도 동굴스러운 소리가 나오게끔 바뀌었다. 2014년 3월부턴 마녀의 중간 대사도 들어갔다. 인어공주 차량과 마찬가지로 테마송이 가장 잘 들리던 차량 중 하나. 프로덕션때 마녀의 춤이 매우 볼 만하다.

### 인어공주물고기
문라이트 퍼레이드의 서브 히로인격인 인어공주가 주인공인 차량. 예전엔 인어공주와 커플 설정인 인어왕자도 존재했지만 현재는 공주만 나오며, 플로트 앞엔 인라인스케이트를 타고 다니던 물고기가 있다. 과거 조형색은 보라색 부분이 빨간색이었다. 또한 2011년까진 물고기 조형물도 달랐다. 바닷속 같은 멜로디가 특징.
여담으로 차량 전면부에 달린 거북이 조형물은 과거 페이블 판타지 퍼레이드에서 사용하던 애니매트로닉스로, 해당 퍼레이드가 2000년에 종료된 이후 이 플로트카에 이식된 상태다.

### 용
머리가 4개인 레드 드래곤을 바탕으로 한 차량. 2001~2003년까진 메두사같이 뱀으로 된 머리의 남자가 주인공인 퍼레이드카로, 어린아이들에게 무서움을 담당한 캐릭터 2였다. 플로트 앞 유닛들은 뱀 머리를 하고 온몸에 뱀을 치렁치렁 감은 여자와, 코브라 옷을 입은 남자였다. 허나 에버랜드 공연덕후들은 로마솔져부터 기억하던 이들이 많고 메두사 버전을 기억하던 이들은 매우 적다.
2004년 3월에 라시언 라이라로 마스코트 교체와 함께 컨셉이 바뀌어서 로마 전사와 용의 전투 설정으로 바뀌었고, 테마송은 웅장한 금관악기 소리가 돋보이던 음악으로 바뀌었으며, 플로트 앞 댄서들도, 북을 치던 병정들도 바뀌었다. 프로덕션 때 차 앞의 유닛들이 북을 친 모습이 볼만했다.

### 분수정원
차량 위엔 분수의 요정이 올라가 있으며, 분수와 정원을 배경으로 한 차량이다.
카 앞엔 빛의 채찍을 든 요정 컨셉의 댄서들이 있으며 파란색과 초록색, 분홍색 옷을 입고 있다. 폰테인 댄서라고 불린다. 비교적으로 예전부터 의상이 많이 바뀐 파트이기도 하다.
2001년 5월 1일의 경우엔 타이틀 플로트카 바로 다음에 위치했으며, 요정 자리에 피날레카 대신 킹코와 콜비가 올라타기도 했다.

### 피날레 마스코트
노란색의 궁전 퍼레이드카로, 에버랜드의 메인 캐릭터가 반겨준다. 문라이트 퍼레이드의 엔딩 담당. 예전엔 위에 왕과 왕비도 존재했으나 없어졌다. 2014년 3월부턴 노래 중간에 라시언/라이라-레니/라라가 "사랑해"라고 외쳐달라고 한다. 2000년대엔 중세 유럽 왕실 의상의 남녀, 이전엔 모자를 쓰고 정장을 차려입은 남녀 댄서가 앞에 나왔지만 2020년 기준 매우 긴 치마를 입은 신데렐라 스타일의 금발의 여성 댄서로 바뀌었다.

## 퍼레이드 음악
2002년 3월 10일부터 사용된다. 표트르 차이콥스키의 호두까기 인형 중 러시아 무곡 '트레팍'을 편곡한 음악이다.